# Выдровая цивета
Выдровая цивета, или мампалон (лат. Cynogale bennettii) — млекопитающее семейства виверровых (Viverridae). Видовое название дано в честь британского зоолога Эдварда Тернера Беннетта (1797—1836). Обитает в Малайзии, в Индонезии на островах Суматра и Калимантан, в Таиланде и, возможно, в северном Вьетнаме. Живёт в низменных тропических лесах, изредка во вторичных, бамбуковых лесах, на вырубках. Наибольшая высота, на которой обитает выдровая цивета — 1000 метров над уровнем моря на Калимантане.

## Морфология
Длина головы и тела: 57—68 см, длина хвоста: 12—20 см.
Полностью тёмно-коричневые со слабым серым отблеском и бледным подшёрстком. Очень длинные белые вибриссы.

## Образ жизни
Об образе жизни известно очень мало. Этот вид питается рыбой, крабами, моллюсками, мелкими млекопитающими и птицами. Считается ночным, хотя есть данные, что зверь также активен днём. Хорошо лазает по деревьям и часто находит убежище на дереве, если преследуется хищниками. Когда идёт опускает свою голову и хвост низко и выгибает спину. Хотя частично цивета адаптирована к водной жизни, её хвост короткий и не имеет специальной мышечной массы, а перепонки между пальцами слабо развиты. Выдровая цивета таким образом, вероятно, плохой пловец и не может хорошо передвигаться в воде. Зверь, вероятно, ловит водных животных только после того, как они спрятались от погони и ловит некоторых птиц и млекопитающих, когда они приходят, чтоб попить. Цивета не может видеть свою добычу, поскольку, когда животное под водой только кончик носа остаётся над поверхностью воды. Один мампалон в неволе прожил пять лет.